# Persecució a alta mar
 Persecució a alta mar  (títol original en anglès: The Sea Chase) és una pel·lícula estatunidenca dirigida per John Farrow, estrenada el 1955. Ha estat doblada al català.

## Argument[2]
1939, poc abans del desencadenament de la Segona Guerra Mundial, Carl Ehrlich capità del vaixell mercant alemany "Ergenstrass", que el seu antinazisme declarat ha privat del seu comandament militar, ha apostat amb el seu amic d'infantesa, el comandant Jeff Napier, que sortirà del port de Sydney forçant el bloqueig. Tanmateix, el cònsol d'Alemanya exigeix d'Ehrlich que prengui a bord Elsa von Schwepp, una aventurera que treballa si s'escau per als serveis secrets alemanys i que resulta ser la promesa de Napier.
El capità de l'Ergenstrass ha rebut l'ordre de dipositar la seva passatgera en un port neutral. A un moment del film arriben a una illa de l'arxipèlag de les Tuamotu, de nom imaginari "Pom Pom Galli"

## Repartiment
- John Wayne: Capità Karl Ehrlich
- Lana Turner: Elsa Keller
- David Farrar: Comandant Jeff Napier
- Lyle Bettger: Cap Oficial Kirchner
- Tab Hunter:Cadet Wesser
- James Arness: Schlieter
- Richard Davalos: Cadet Walter Stemme
- John Qualen: Cap enginyer Schmitt
- Paul Fix: Max Heinz
- Lowell Gilmore: Comandant Evans
- Luis Van Rooten: Matz
- Alan Hale Jr.: Marin Wentz
- Wilton Graff: Conseller General Hepke
- Peter Whitney: Bachman
- Claude Akins: Winkler
- John Doucette: Bos'n
- Anthony Eustrel: Oficial anglès

Actors que no surten als crèdits:
- Jean De Briac: Governador francès.[3]
- Gavin Muir: Oficial anglès.[4]